# Moving (série de televisão sul-coreana)
Moving (hangul: 무빙) é uma websérie sul-coreana de 2023 dirigida por Park In-je. Original da Disney+, é estrelada por Ryu Seung-ryong, Han Hyo-joo, Zo In-sung, Cha Tae-hyun, Ryoo Seung-bum, Kim Sung-kyun, Lee Jung-ha, Go Youn-jung e Kim Do-hoon. Baseada no webtoon homônimo de Kang Full, a série é um drama sobrenatural que trata de três adolescentes estudantes do ensino médio e seus pais que descobrem sobre seus superpoderes. Estreou em 9 de agosto de 2023. Após 7 dias de disponibilidade, tornou-se a série original coreana mais assistida na Disney+ globalmente e no serviço de streaming Hulu, nos Estados Unidos, com base em suas horas de transmissão.
Moving ganhou 6 prêmios no Asia Contents Awards & Global OTT Awards 2023 incluindo prêmios de Melhor Criativo, Melhor Ator Principal, Melhor Roteirista, Melhor Ator e Atriz Revelação e Melhores Efeitos Visuais.

## Elenco

### Principal
- Ryu Seung-ryong como Jang Ju-won

Pai de Hui-soo ele é dono de uma loja de frango frito. Ele possui habilidades de cura e força sobre-humana, embora ainda possa sentir dor. Ele é um ex-gângster que se tornou ex-agente da ANSP com o codinome Guryongpo e também é parceiro de Doo-sik durante seu tempo na ANSP.
- Han Hyo-joo como Lee Mi-hyun

Esposa de Doo-sik e mãe de Bong-seok, que tem um restaurante tonkatsu, cujos sentidos são aprimorados a um nível sobre-humano. Ela é ex-analista de inteligência da ANSP.
- Zo In-sung  como Kim Doo-sik

Marido de Mi-hyun e pai de Bong-seok. Ele é um ex-agente de operações secretas da ANSP que operava sob o codinome Moonsan, com habilidades de vôo.
- Cha Tae-hyun  como Jeon Gye-d

Um ator de teatro que virou motorista de ônibus e tem a capacidade de gerar eletricidade.
- Ryoo Seung-bum como Frank

Um assassino criado nos Estados Unidos que possui habilidades de cura. Ele persegue os agentes aposentados sob as ordens da CIA .
- Kim Sung-kyun  como Lee Jae-man

Pai de Gang-hoon que possui um mercadinho. Ele possui força e velocidade sobre-humanas, mas é deficiente cognitivo.
- Lee Jung-ha  como Kim Bong-seok

Filho de Mi-hyun e Doo-sik e aluno da classe 3–3 na Jeongwon High School. Ele tem habilidades de vôo e cinco sentidos aprimorados, que herdou de seus pais.
- Go Youn-jung como Jang Hui-soo

Filha de Ju-won e aluna da classe 3-3 na Jeongwon High School. Ela tem habilidades de cura, que herdou de seu pai.
- Kim Do-hoon como Lee Gang-hoon

Filho de Jae-man e líder da turma 3–3 da Jeongwon High School. Ele tem força e velocidade sobre-humanas, que herdou de seu pai.

## Episódios
Todos os episódios de Moving foram escritos por Kang Full e dirigidos por Park In-je e Park Yoon-seo.

## Produção
O artista sul-coreano de webtoon Kang Full ganhou popularidade em 2003 com seu romance webtoon Love story. Kang então explorou outros gêneros, incluindo o gênero de super-heróis  com Timing (2005) e Moving (2015). Em 6 de janeiro de 2020, foi anunciado que studio & New produziria uma série de televisão baseada em Moving . É a primeira adaptação para a tela dos webtoons de Kang Full com o roteiro do próprio autor. Em 9 de setembro de 2020, foi revelado que o ator Zo In-sung , recebeu uma oferta para aparecer na série. Em agosto de 2021, foi relatado que a série estava sendo produzida pela Studio & New. Devido ao uso extensivo de efeitos especiais, Moving teve um alto orçamento de produção, variando entre ₩50–65 bilhões.  A série inclui mais de 7.000 fotos CGI. Em 13 de outubro de 2021, a Disney+ anunciou Moving para o mercado pan-asiático. Em fevereiro de 2021, foi relatado que o acordo de produção conjunta foi cancelado e Park In-je  substituiria o diretor Mo Wan-il devido a diferenças entre os coprodutores .
No dia 29 de outubro de 2021, a escalação dos protagonistas foi revelada com a divulgação das fotos da leitura do roteiro com o elenco. Após completar o casting da série em 23 de agosto de 2021, as filmagens começaram em  janeiro de 2022.

## Lançamento
Moving estreou na Disney+ em 9 de agosto de 2023. E foi disponibilizado em 65 mercados e países através da plataforma e nos Estados Unidos através do serviço de streaming  Hulu . Os primeiros 7 episódios foram lançados em 9 de agosto, seguidos por 2 episódios por semana, todas as quartas-feiras, e os 3 últimos episódios em 20 de setembro.

## Recepção

### Visualização
Após sete dias de disponibilidade, Moving se tornou a série original coreana do Disney+ mais assistida na plataforma e globalmente no Hulu nos Estados Unidos, com base nas horas de transmissão. Em sua primeira semana de lançamento, Moving tornou-se a série mais assistida em vários países da região Ásia-Pacífico (APAC), incluindo Coreia do Sul, Japão, Hong Kong, Taiwan e países do Sudeste Asiático. A série também teve a maior estreia de todos os tempos no Disney+ na Coreia do Sul, com base nas horas assistidas na primeira semana de disponibilidade.
Após a série Moving, o tempo de uso da Disney+ na Coreia do Sul aumentou 145%, atingindo o recorde histórico de 196 milhões de minutos na quinta semana de disponibilidade da série.
Em 15 de dezembro de 2023, a Walt Disney Company Korea anunciou que Moving se tornou a série original mais assistida do ano na Disney+ na Coreia do Sul.

### Resposta Crítica
No site agregador de resenhas Rotten Tomatoes, a série tem índice de aprovação de 100% com base em 7 resenhas, com nota média de 8,4/10.
Pierce Conran, do South China Morning Post, avaliou a série com cinco de cinco e escreveu: "Ao adaptar seu próprio webcomic para a tela, Kang Full costurou uma tela rica combinando uma infinidade de personagens que entram e saem de sua história, cada um deles concretizados e tendo seu momento para brilhar."

## Elogios
Moving foi a série mais indicada no 2023 Asia Contents Awards & Global OTT Awards, com total de 6 indicações . Todas as seis indicações foram convertidas em prêmios na premiação em 8 de outubro de 2023.